# Olga Pasjtsjenko
Olga Pasjtsjenko (Russisch: Ольга Пащенко, met klemtoon О́льга Па́щенко) (Moskou, 1986) is een Russische klaveciniste, fortepianiste, organiste en pianiste.

## Levensloop
Pasjtsjenko studeerde aan het Conservatorium van Moskou, piano bij professor Alexei Lubimov, en klavecimbel en pianoforte bij Olga Martynova, orgel bij Alexei Sjmitov.
In 2010 begon ze aan doctoraatsstudies onder de leiding van Alexei Lubimov. In 2011 begon ze aan de masteropleidingen pianoforte en klavecimbel aan het Conservatorium van Amsterdam bij Richard Egarr.
Zij heeft meestercursussen gevolgd bij Bart van Oort, Bob van Asperen, Trevor Pinnock, Malcolm Bilson, Davitt Moroney, Andreas Staier, Christine Schornsheim, Ludger Lohmann, Christopher Stembridge, enz. 
Zij treedt op als klaveciniste, pianiste, organiste en pianofortespeelster in Moskou en andere Russische steden, Wit-Rusland, Italië, Oostenrijk, België, Frankrijk en Duitsland.
In maart 2017 is Olga Pashchenko benoemd tot docent fortepiano aan het Conservatorium van Amsterdam.

## Prijzen
Olga Pasjtsjenko won onder meer:
- 2010: Internationale pianoforte wedstrijd van het Musica Antiqua festival Brugge
- 2011: Eerste internationale pianoforte wedstrijd in het Musikinstrumentenmuseum in Schloss Kremsegg
- 2012: Eerste internationale pianowedstrijd Hans von Bülow
- 2012: Internationale klavecimbel wedstrijd van het Musica Antiqua festival Brugge (2de Prijs en prijs van de luisteraars)
- 2014: Internationale klavicimbel wedstrijd van het Bach-Wettbewerb Leipzig (2de Prijs en prijs van de luisteraars)
- 2014: Publieksprijs Geelvinck Fortepiano Concours van Geelvinck Muziek Museum in het Geelvinck Hinlopen Huis in Amsterdam